# Arthur Posnansky
Arthur Posnansky (Viena, 1 de enero de 1873-La Paz, 13 de abril de 1946), también conocido como Arturo Posnansky, fue un militar, ingeniero naval, héroe de guerra, constructor, urbanista, cineasta, fotógrafo, investigador, escritor, historiador, minero, explorador, empresario, aventurero, paleontólogo aficionado, antropólogo aficionado como arqueólogo sin formación de origen austro-húngaro; legaba sus casas como museos mientras ofrecía el estilo Neo-Tiwanacota a la arquitectura. Escribió un libro clásico de la arqueología universal: Tihuanacu, la cuna del hombre americano.
Fue el impulsor de museos, centros de investigación científica y de parques nacionales en Bolivia, exploró la Amazonía boliviano-brasileña, fue uno de los primeros en estudiar seriamente las ruinas de Tiwanaku e introdujo el primer automóvil en la ciudad de La Paz.

## Biografía

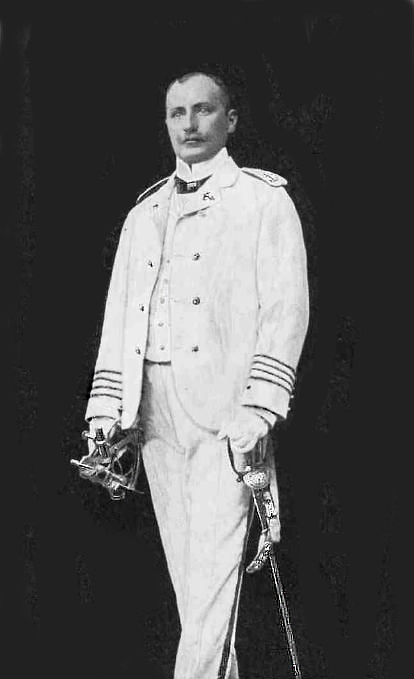
Teniente Ing. Arthur Posnansky vistiendo su uniforme oficial de la Academia Real e Imperial de Pola

Arthur Posnansky nació en la ciudad de Viena el año 1873, entonces capital del Imperio Austrohúngaro.
Después de completar sus estudios en Baviera y culminar su primera profesión en la Academia Real e Imperial de Pola (en Pula) como Ingeniero Militar Naval de la Armada Austrohúngara, a los 18 años en Austria, se despierta su espíritu aventurero e investigador y sus sueños se centralizan en el continente americano.
Arthur Posnansky decidió emigrar a Sudamérica el año 1896 a los 23 años cuando era Teniente de la Marina Real Austrohúngara, a su arribo a tierras americanas es donde empezó su exploración de la Amazonía boliviano-brasileña.
Cuando estalló la Guerra del Acre, Posnansky tomó las armas para unirse al Ejército de Bolivia; su lancha particular de nombre Anni, a la que rebautizaría con el nombre de guerra: Iris, la cual fue vital en batalla, ya que el diseño estatégico y personal del joven ingeniero naval la hacía muy versátil y práctica en combate. Hoy se la puede ver en la localidad de Riberalta, Beni en Bolivia como una reliquia bajo el nombre popular de Tahuamanu.
El capitán Posnansky fue destacado Héroe de Guerra, ya que cuando fue tomado preso por el ejército brasilero llega a escapar de sus captores de manera por demás brillante, ir a Europa para reconfigurar su nave y volver al frente de guerra; es histórico que en esa época bélica su cabeza tenía precio en el Brasil. Hasta hoy también ostenta el grado de «Héroe del Acre y capitán de las Fuerzas Armadas de Bolivia»¹.

Arthur que heredaría las cualidades genéticas de su padre, realizó sus estudios en Austria y Baviera, cursó estudios en la Academia Imperial y Real de Pola, donde se graduó como oficial naval, con el título de ingeniero, teniendo sus primeras experiencias como oficial en la armada austro-húngara.

Sin lugar a dudas, las cualidades de su padre como guerrero e investigador, así como la característica de Pola, lugar donde estudió y que por la gran actividad marítima de este puerto, es que tuvo un gran roce cultural, que influyeron en la personalidad de Arthur Posnansky que recibió de su padre y de la Academia Imperial, los deseos de incursionar en la cultura y de ser un guerrero de vocación y acción, más allá de los criterios aventureros que pudieran expresar sus detractores.
La influencia genética de su padre y la telúrica de una ciudad multicultural, se asentaron con fuerza en la personalidad del joven austríaco que migrará a Latinoamérica, para precisamente, a lo largo de su vida, en etapas bien marcadas y equilibradas, se manifestaran las condiciones guerreras y valerosas del combatiente incansable que en los hechos participó en forma directa y decidida en la Guerra del Acre que sostuvo Bolivia con el Brasil; y por otro lado, llegar a ser un científico y sabio que lanzó teorías culturales innovadoras y revolucionarias sobre el origen del hombre, como un incansable estudioso de las expresiones culturales que encontró en Tihuanacu y en la región de los Andes Bolivianos.
Por estas cualidades de su vida y como no podía ser de otra manera, el año 1895, a muy temprana edad, teniendo 22 años, para ostentar el grado de teniente de la Marina del Real Imperio Austro-Húngaro, presentó un estudio como trabajo de graduación, Un Ensayo Comparativo Entre la Arquitectura de la Isla de Pascua y Tihuanacu.
Esto demuestra las dos facetas planteadas e identificadas en el flamante oficial naval e ingeniero: Su vocación militar y su talento de investigador científico.
Lo que permite inferir sus condiciones de militar y su espíritu de investigador, a partir del egreso de la Academia Imperial y Real de Pola junto con el ensayo comparativo presentado, fueran estos los cimientos de su existencia, particularmente como militar en una guerra internacional entre Bolivia y Brasil, donde tuvo un protagonismo excepcional, y como investigador, con los aportes investigativos sobre el imperio tihuanacota.
Mientras esto sucedía en el centro de Europa, en el multicultural puerto de Pola, en la región de la Amazonia ubicada en Sud América, surgía el auge del caucho que generó una fuerte migración europea a ese sector geográfico siendo la ciudad de Manaos el epicentro del desarrollo vertiginoso y a donde se trasladó el Capitán Naval para trabajar en una compañía de transporte fluvial.

La demanda de la goma para uso en los vehículos motorizados que se comenzó a fabricar en Europa, fue tan grande que recurrieron a la zona más rica en producción de caucho: El Acre Boliviano.
 Julio César Maldonado Leoni (rector de la Universidad Militar de las FF.AA. de Bolivia)

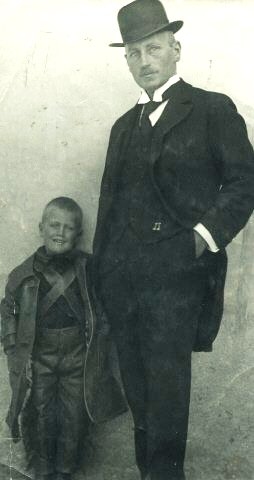
Posnasky con su hijo Manuel en La Paz

Finalizada la guerra en 1903, Posnansky, ya con nacionalidad boliviana, es condecorado como Héroe Nacional. Además dirige el Museo Nacional de Bolivia, funda la Sociedad Arqueológica y el Instituto de Folkclore de Bolivia. También escribe muchos textos y publica libros en varios campos de investigación, viaja por Estados Unidos y Europa brindando conferencias en diferentes universidades e institutos científicos.
Su fascinación por la arqueología es despertada cuando conoce las ruinas de la ancestral y mítica civilización de nombre Tiwanaku (también conocida como Tiahuanacu o Tihuanacu) que se encuentra a 70 km al oeste de la ciudad de La Paz, (Bolivia).

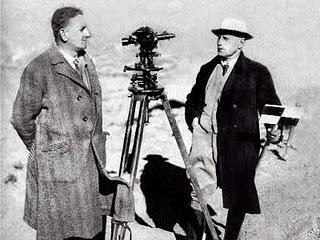
El arqueólogo Wendell Bennett junto a Posnansky en las ruinas de Tiwanaku (1933)

Es el investigador más dedicado, el más tenaz y el más acertado sobre Tiwanaku y es quien de manera increíble no realizó ninguna excavación directa en el terreno; pero sí edificó museos y construyó una réplica del Templete Semi-Subterráneo de Tiwanaku en una plaza pública (La Plaza del Hombre Americano, Miraflores, La Paz) la cual se convertiría en el primer museo al aire libre donde exhibiría el monolito gigante o estela Bennett de 7,3 metros de altura y 20 toneladas de peso (lito trasladado el año 1933 y devuelto a su origen el 2002).
Posnansky hoy es reconocido también como Arquitecto-Urbanista Honoris Causa por el Colegio de Arquitectos en virtud de sus aportes a esas ciencias.
Posnansky viajaba por los países desarrollados mediatizando y divulgando sus descubrimientos y teorías sobre Tiwanaku influye considerablemente en el mundo científico-cultural de su época.
Un año antes de su muerte termina de publicar su libro estrella denominado: Tihuanacu, La Cuna del Hombre Americano. Este libro consta de cuatro volúmenes los cuales se publicaron en dos tomos. El Tomo I fue lanzado en (1945) por la editorial estadounidense J.J. Augustin de Nueva York y contenía los volúmenes I y II. El Tomo II se publicó en forma póstuma en (1957) por la editorial boliviana Don Bosco del Ministerio de Educación de la República de Bolivia y posee los tomos III y IV. En 2012, el gobierno de La Paz, Bolivia, publicó una edición facsimilar del Tomo I (de 600 páginas) y a inicios de 2014 una editorial boliviana reeditó el Tomo II (de 300 páginas) también en edición facsimilar, ya que la versión original de 1957 tuvo muy poca difusión.
Originalmente, y sobre la base de sus teorías, el libro debía llamarse "Tihuanacu, La Cuna de la Humanidad", pero las discrepancias que encontró con la editorial estadounidense le obligaron a aceptar el título con el que salió al público.
Tihuanacu, La Cuna del Hombre Americano es un clásico de la arqueología universal y sirvió de base para el libro Las Huellas de los Dioses de Graham Hancock, donde se expone una teoría arqueológica diferente a la ampliamente aceptada en la cual Hancock señala que la humanidad tiene miles de años más que lo aceptado por los expertos. Asimismo su obra es fuente de inspiración para arqueólogos con amplia visión y de destacadas investigaciones en todo el mundo.
Posnansky decía durante sus giras y exposiciones así como en sus escritos que Tiwanaku habría sido construido mucho antes que cualquier otra civilización en el mundo y que su cultura fue la base de todas las civilizaciones posteriores.
Sus estudios sobre la base de las posiciones astronómicas y la más pura deducción científica databan a Tiwanaku dentro de los 15.000 a 17.000 años en el pasado (13 000 a 15.000 años a. C.); logrando con ello una terrible oposición por parte de muchos letrados y adhesiones por parte de otros.
Posnansky de manera real gozaba de relaciones con lo mejor del mundo científico de su tiempo, es comprobada la amistad de Posnansky con el científico Albert Einstein con quien a partir de 1913 departía largas tertulias en su casa de Berlín, Alemania, cuando Posnansky estaba en esa ciudad.
Escribió Einstein y su Nueva Verdad en el Boletín Nacional de Ingenieros N.º 1, en la ciudad de La Paz en el año (1923) y luego en (1945) expuso ante la Conferencia de la Sociedad Geográfica: Bolivia, Estados Unidos y la Era Atómica.
Arthur Posnansky falleció en el mes de julio del año 1946 en la ciudad de La Paz a la edad de 73 años.
Sus allegados de la Sociedad Científica de Bolivia aseguraban que entre sus legados estarían documentos originales con las pruebas científicas sobre los misterios de Tiwanaku los cuales sorprenderían a la humanidad. Estos documentos habrían sido colocados en el sitio de la Estela Bennett, en La Plaza del Hombre Americano de La Paz, Bolivia. Más tarde cuando esta pieza arqueológica se trasladó a La Paz y luego retornó a Tiwanaku estos documentos raramente se extraviaron.
La arqueología simple y ortodoxa considera que la cultura tiwanacota posee unos 3500 años de antigüedad. Surgida alrededor del lago Titicaca luego se habría expandido hasta cubrir la región occidental de Bolivia y el sur del Perú.

## Reconocimientos

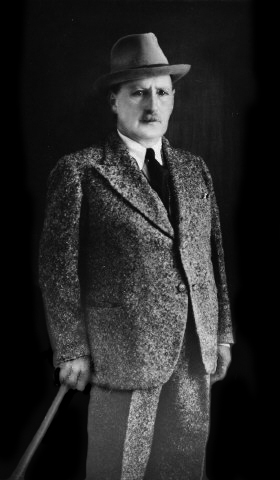
Arthur Posnasky en el año 1945.

- Teniente de la Marina Real Austrohúngara.
- Ingeniero Naval de la Marina Real Austrohúngara.
- Capitán de Ingenieros.
- Capitán de las Fuerzas Armadas de Bolivia.
- Héroe y Benemérito de la Guerra del Acre.
- Secretario General del XIX Congreso Internacional de Americanistas.
- Miembro del Real Instituto Antropológico de Gran Bretaña é Irlanda - F.R.A.I..

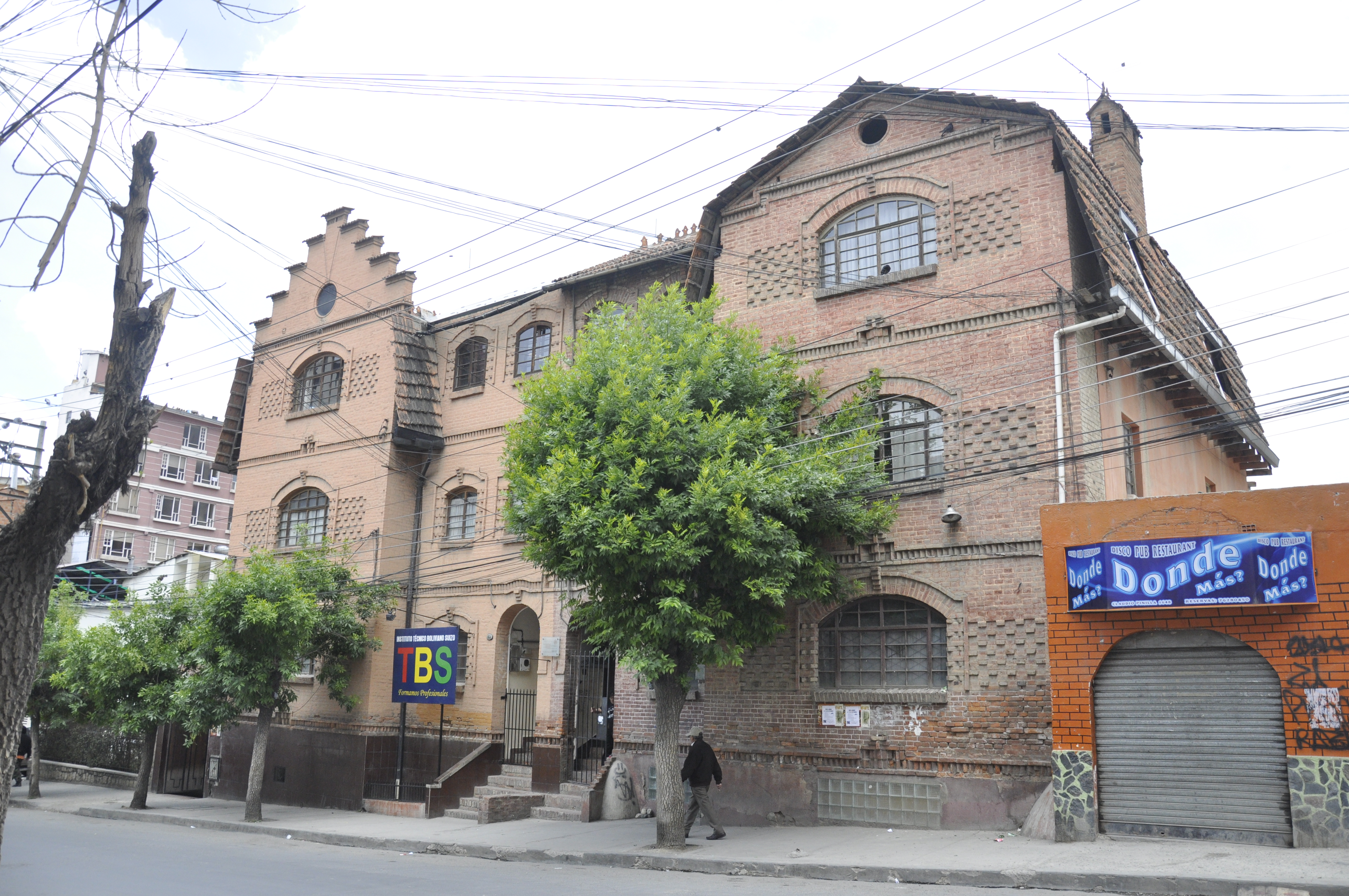
Casa de Posnansky en La Paz

- Casa de Posnansky en La PazMiembro de la Sociedad Antopológica de Berlín.
- Miembro de la Sociedade de Geographia de Río de Janeiro.
- Miembro de la Sociedad Geográfica de Sucre, Bolivia.
- Presidente de la Sociedad Geográfica de La Paz.
- Presidente de la Sociedad Arqueológica de Bolivia.
- Director del Instituto "Tihuanacu" de Antropología, Etnografía y Prehistoria.
- Miembro del Directorio de los Beneméritos Héroes de la Patria.
- Vocal suplente del Instituto Panamericano de Geografía e Historia.
- Comendador de la Regia Orden del Wasa.
- Presidente de Sección del XXVII Congreso Internacional de Americanistas (Lima).
- Miembro de la Academia de Ciencias de Nueva York, EE. UU.
- Director del Instituto de Folcklore de Bolivia.
- Presidente de la III Sección del III Asamblea General del Instituto Panamericano de Geografía e Historia.
- Director de la Misión Cultural del Gobierno de Bolivia en los EE. UU.
- Representante de Bolivia ante las Sociedades Científicas Internacionales.

## Libros y publicaciones
- Die Osterinsel und ihre Praehistorischen Monumento. Pula (Austria-Hungría) (1895).

- Os indios Paumaris e Ipurinás no Río Purús, Seus Costumes Etnológicos. Pará (Brasil). (1898).

- Mapa del Río Acre (Siete volúmenes), Escala 1:21.000. Manaus (Brasil). 1897 a 1900. Sociedad Geográfica La Paz. (1900)

- Campaña del Acre. La Lancha "Iris", Aventuras y peregrinaciones. La Paz (1904).

- Estudio Petrográfico de Tihuanacu, La Paz, (1904).

- Un Viaje en el Lago Titicaca, a bordo de la L. N. "Carmen. (Álbum descriptivo). La Paz, (1905).

- Razas y Monumentos Prehistóricos del Altiplano Andino. (50 ilustraciones, tres planos, un cromo). IV Congreso Científico. l°. Panamericano. Santiago de Chile, (1908).

- Monumentos Prehistóricos de Tihuanacu. (Homenaje al XVII Congreso de Americanistas. La Paz, (1910).

- Tihuanacu y las Razas y Monumentos Prehistóricos del Altiplano Andino. (Trabajo leído en las sesiones del XVII Congreso Internacional de Americanistas). Buenos Aires, (1910).

- Tihuanacu e Islas del Sol y la Luna, Titicaca y Koati. (Con álbum de 35 vistas) La Paz, (1910).

- Ferrocarril Potosí-Sucre con Motores Auto-generadores Gas-Eléctrico. La Paz, (1911).

- El Clima del Altiplano y la Extensión del Lago Titicaca, con relación a Tihuanacu en Épocas Prehistóricas. (Con un plano y cuatro grabados). La Paz, (1911).

- Lorenzo Sundt y la Geología Boliviana (Primera rectificación) La Paz, (1911).

- Tihuanacu y la Civilización Prehistórica en el Altiplano. La Paz, (1911).

- Tihuanacu. (Segunda edición aumentada y corregida) La Paz, (1911).

- La Misión del Delegado de la Sociedad Geográfica de La Paz, ante el XVII Congreso Internacional de Americanistas. La Paz, (1911).

- Breves Reflexiones sobre el Origen de los Incas, en Revista chilena de Historia y Geografía. Santiago de Chile, (1911).

- Lorenzo Sundt y la Geología Boliviana. (Segunda rectificación). La Paz, (1911).

- Guía General Ilustrada para la Investigación de los Monumentos Pre-históricos de Tihuanacu e Islas del Sol y la Luna (Titicaca y Koati). Con breves apuntes sobre los Chullpas, Urus, y escritura de los aborígenes del Altiplano Andino. (Con un cromo, 54 grabados, tres planos y cuatro facsímiles). La Paz, (1912).

- El Signo Escalonado, en Proceedings of the XVII th. lnternational Congress of Americanist. Londres (Reino Unido), (1912).

- Die Altertümer von Tihuanacu, en Zeitschrift für Ethnologie. (Heft I). Berlín, (1913).

- Praehistorische Ideenschriften in Südameika, en Zeitschrift für Ethnologie. (Heft II). Berlín, (1913).

- Eine falsche Kritik Max Uhle's über Tihuanacu. Berlín, (1913).

- Una falsa Crítica de Max Uhle. Un Par de Palabras Críticas sobre la Obra ‘Tihuanacu’ por Stübel y Uhle, (Parte de Uhle). Berlín. (1913).

- Thesaurus Ideographiarum. Tomo I. El Signo Escalonado en las Ideografías Americanas con Especial Referencia a Tihuanacu . (Editor: Dietrich Reimer). Berlín, (1913).

- Thesaurus Ideographiarum Americanarum. Band I. Das Treppenzeichen in der Amerikanischen Ideographieen mit besonderer Rücksicht auf Tihuanacu. (Verlag: Dietrich Reimer), Berlín, (1913).

- Una Metrópoli Prehistórica en la América del Sur. (Editor: Dietrich Reimer. Berlín, (1914). (Obra premiada).

- Ein Neues Craneometrisches Instrument und seine Verwendung zur Herstellung von Messbildern. Berlín. (1913).

- Eine Praehistorische Metropole in Sudamerika. (Verlag: Dietrich Reimer), Berlín, (1914). (Obra premiada).

- Creencias Cosmológicas y Teogónicas de los Antiguos Tihuanacus. Estudios basados en las inscripciones ideográficas de los monumentos y obras de cerámica. en Boletín de la Sociedad Geográfica de La Paz, (1914).

- Signos Mongoloides en Algunos Tipos Étnicos del Altiplano. Segundo Congreso Científico Panamericano. Washington, (1915).

- La Lengua Chipaya. La Paz, (1915).

- Problema del Saneamiento de La Paz. (1916).

- El Gran Templo del Sol en los Andes. La Edad de Tihuanacu. Astronomía Prehistórica, en Boletín de la Sociedad Geográfica. La Paz, (1918).

- El Ekeko", Contribución al Folklore Boliviano. La Paz, (1918).

- Los Chipayas de Carangas, (1918).

- Retratos y Recuerdos de Animales Extinguidos en la Cerámica de Suramérica. "La Macrauchenia y su Relación con el Legendario Huarihuillka, en Boletín de la Sociedad Geográfica. La Paz, (1919).

- Le Grand Temple du Soleil dans les Andes. L'age de Tihuanacu. Astronomie Prehistorique. La Paz, (1919).

- La Hora Futura. La Paz, (1919).

- Apuntes Antropogeológicos Andinos, en el Boletín de la Sociedad Geográfica. La Paz, (1920).

- Templos y Viviendas Prehistóricas. La Paz, (1921).

- Bosquejo Biográfico de Don Manuel Vicente Ballivián. La Paz, (1922).

- Breves Noticias de una Rama Cultural Tihuanacu al Noreste de Bolivia, (1922).

- Operaciones Quirúrgicas en Pueblos Primitivos. La Paz, (1922).

- ¿ Quiénes eran los Incas ?, en el Boletín de la Sociedad Geográfica. La Paz, 1922, y en Anales XX Congreso Internacional de Americanistas. Río de Janeiro (Brasil) (1922).

- Breves Noticias de una Rama Cultural Tihuanacu al Noreste de Bolivia. Anales del XX Congreso Internacional de Americanistas. Río de Janeiro (Brasil). (1922).

- La Edad del Género Humano. La Paz(1922).

- Einstein y su Nueva Verdad, en el Boletín Nacional de Ingenieros N.º 1, La Paz(1923).

- Impulsos Atávicos, El Caso de Polonia Méndez. La Paz (1923).

- Ueber Trepanieren und kúnstliche Verunstaltungen an Aymara-schaedeln, Zeitschrift fúr Ethnologie, Heft 5-6. Berlín (1924).

- Führer d-d. Geographisch-industrielle Austellung Bolivia in Berlín, (1924).

- Kulturvorgeschichtliches u. die Astronomische Bedeutung des grossen Sonnentempels von Tihuanacu in Bolivien, en Anales of International Congress of Americanists. La Haya (Países Bajos), (1924).

- Nuevas Investigaciones en Carangas "Bolivia, en Anales du XXIe Congrés International des Americanistes. Gotemburgo (Suecia), (1924).

- Der Mensch vor dreizehntausend Jahren, en Die Woche, Nr. 46 u. 47, Berlín, (1924).

- Kulturvorgeschichtliches u. die astronomische Bedeutung des grossen Sonnentempels von Tihuanacu in Bolivien. (Vortrag inder Treptow-Sternwarte u.Sternwarte Potsdam). Das Weltall 24 Jahrg. Heft.2 Nov.1924. Berlín.(1924).

- La Bolivia Moderna, en Le Vie d’Italia e dell’ América Latina. Milán (Italia), (1925).

- Notes on Prehistoric Culture and the Importance of the Temple of the Sun in The Andes, en Bolivian-Magazine. Londres (Reino Unido), (1925).

- El Motivo Escalonado en la Ornamentación y Simbolismo de la América Precolombina, en Monatsschrift "Bolivia", Hamburgo, (1925).

- Ausgewanderte Plaquetten im Tihuanacustyl en Hannoveranische geologische Gesellschaft. 17, Hanóver, (1925).

- Die erotischen Keramiken der Mochicas u. deren Beziehung zu occípital deformierten Schaedeln, Fráncfort del Meno, 1925. Band II, der Abhandlungen zur Anthropologie. Ethnologie u. Urgeschichte der Frankf. Anthropol. Gesellsch. (1925).

- Argument des archaeologischen Films: Tihuanacu der Untergang einer Welt, Berlín, (1925).

- Las Cerámicas Eróticas de los Mochicas y su Relación con los Cráneos Occipitalmente deformados. La Paz, (1926).

- Una Ciudad Prehistórica en el Beni. La Paz, (1926).

- Los Urus. La Paz .(1926)

- La Odisea de la Estampilla Tihuanacu, La Paz, (1925).

- Argumento de la Película Arqueológica "La Gloria de la Raza o Tihuanacu, el Ocaso de una Cultura, (1926).

- La Edad de Tihuanacu. (Buenos Aires, La Nación, Buenos Aires 13 y 20 de junio de 1926).(1926).

- Comentarios Preliminares a la "Esfinge Indiana. La Paz. Editorial del Instituto Tihuanacu de Antropología, Etnografía y Prehistoria. (1926)

- Titicaca-Desaguadero-Poopó. Una Vía Fluvial Navegable hasta Oruro. Irrigación y Colonización de las Márgenes del Desaguadero. Arborización del Altiplano. Sanatorio en la Isla Panza. La Paz, Edit. Instituto Tihuanacu. (1927).

- Nuevos Datos Cronológicos de Tihuanacu, en XXIII Congreso Internacional de Americanistas. Nueva York, (1928).

- La Remoción del Cíngulo Climatérico en el Altiplano de los Andes como Factor del Despueble de la Región Interandina, en International Congress of Americanist, Nueva York y Boletín de la Universidad del Cuzco, (1928).

- La Fundación del "Geological Survey" en Bolivia, (1929).

- El Calendario de Tihuanacu, (1930).

- Origen del Culto y Cultura en las Tres Américas. 21 clichés y un mapa, XXIV Congreso Internacional de Americanistas; Hamburgo, (1930).

- Ascensión Económica e Industrial de Sudamérica. América del Sud Productora de sus Propios Recursos. Una Fuente Productora de Energía Eléctrica para una Central Transcontinental, en "El Diario". La Paz, (1930).

- Un Nuevo Carácter Sexual Secundario, en Revista de Sociedad Científica de Bolivia N.º 1. La Paz, (1930).

- El Derecho de Bolivia sobre el Chaco, desde el Punto de Vista Geográfico "Con dos mapas y un facsímil. Editorial del Instituto Tihuanacu de Antropología y Prehistoria. La Paz .(1930).

- Supuestos Errores en el Cálculo de la Edad de Tihuanacu, una réplica, en Boletín de la Sociedad Geográfica de La Paz, N.º 59-60, (1931).

- Publicación del Manuscrito Inédito de Fr. Bartolomeo de Mora de lo sucedido en la Guerra de Chiriguanos 1729, con introducción y notas del doctor A. Metreaux, en Revista del Instituto de Etnología, Universidad Nacional de Tucumán, Tomo II, (1931).

- Leyendas Prehispánicas sobre Dos "Kerus, Revista del Instituto de Etnología. Universidad Nacional de Tucumán. Tomo II, (1931).

- Las Perlas Agr. y Representaciones sobre Tejidos Arcaicos como prueba del Descubrimiento de América antes de Colón. Trabajo presentado al VII Congreso Científico Panamericano, México, D. F., (1932).

- Conexiones Prehistóricas México-centroamericanas con la Antigua Metrópoli de Los Andes. VII Congreso Científico Panamericano. México, D. F., (1932).

- Hacia un Irracional y Anticuado Comunismo que Retrogradaría la Cultura Humana Quinientos Años, o Hacia el Racionalismo Social que dará al Hombre lo que el Hombre Necesita y Exige para Vivir Dignamente (con 2 grabados). La Paz, (1932).

- El Último Instante del Incario. (IV Centenario de la Conquista del Alto Perú). Trabajo presentado al XXV Congreso Internacional de Americanistas, La Plata, (1932).

- Un Ídolo Gigante, hallado en el Templo Subterráneo del Primer Período de Tihuanacu. Trabajo presentado al XXV Congreso Internacional de Americanistas. La Plata, 1932.

- Al Gobierno de Bolivia y a los Hombres Probos del País. El Acre, El Museo Nacional, La Estampilla Tihuanacu, La Paz, (1932).

- El Calendario Tihuanacu y su Adopción para el Hombre de la Cultura Actual, en La Nación de Buenos Aires, abril, (1933).

- Atahuallpa, como Hombre y Monarca. En el IV Centenario de su Muerte: 24 de junio de 1533, en La Nación, Buenos Aires (Argentina), (junio de 1933).

- Memorial, presented to the World Economic Conference. Londres (Reino Unido). (1933).

- Precursores de Colón, en Bolet. Soc. Historia Argentina, Buenos Aires, (1933).

- Restos Arqueológicos de una Lucha Milenaria, La Nación, Buenos Aires, Argentina, 1934.

- Los Urus o Uchumi, En Anales de XXV, Congr. Int. de Americanistas, La Plata, Argentina, (1932).

- La Canalización del Desaguadero. Oruro, futuro puerto fluvial en el Altiplano. 1935.

- La Exterminación de la Vicuña en Bolivia y el Perú. (1935).

- Quod Videbitis Vidi... ? Pudo evitarse la guerra del Chaco. La Paz, (1936).

- Antropología y Sociología de las Razas Interandinas y Adyacentes. La Paz, (1937).

- Un Parque Nacional para Bolivia. Editorial "Renacimiento" La Paz, (1937).

- A los Pueblos de Argentina, Bolivia, Chile y Perú. La Independencia Económica de Sud América: Una Central Eléctrica Internacional, aprovechando el desnivel del Desaguadero hacia el Pacífico. Editorial "Renacimiento", La Paz, (1937).

- Qué es Raza. (1943).

- Primer Nueva Crónica y Buen Gobierno escrita entre 1584-1614. (1944)

- Kinoa (Quinoa). (1945).

- Bolivia, Estados Unidos y la Era Atómica. (1945).

- Tihuanacu, La Cuna del Hombre Americano TOMO UNO. (1945). Editorial J.J. Augustin Publisher, Nueva York (EE. UU.)

Volumen I: 158 páginas numeradas más fotografías, mapas y croquis.
Volumen II: 246 páginas numeradas más fotografías, mapas y croquis.
- Tihuanacu, La Cuna del Hombre Americano TOMO DOS. (1957). Editorial Don Bosco, Ministerio de Educación de la República de Bolivia. La Paz, Bolivia.

Volúmenes III- IV: 246 páginas numeradas más fotografías, mapas y croquis. Impresión post mortem.

### Bibliotecas que poseen libros que pertenecían a Arthur Posnansky
- Biblioteca Municipal de la Ciudad de La Paz, Bolivia.
- Biblioteca Universidad Mayor de San Andrés de la Ciudad de La Paz, Bolivia.
- Biblioteca Universidad Mayor de San Simón de la Ciudad de Cochabamba, Bolivia.
- Biblioteca Universidad Mayor de San Francisco Xavier de la Ciudad de Sucre, Bolivia.
- Biblioteca Colegio "San Calixto" de la Ciudad de La Paz, Bolivia.
- Biblioteca de la Editorial "Don Bosco" de la Ciudad de La Paz, Bolivia.
- Biblioteca Casa de la Cultura de la Ciudad de Cochabamba, Bolivia.
- Biblioteca de la Fundación Simón I. Patiño de la Ciudad de Cochabamba, Bolivia.
- Biblioteca de la Fundación Simón I. Patiño de la Ciudad de Ginebra, Suiza.
- Biblioteca de la Ciudad de Berlín, Alemania.
- Biblioteca de la Fundación de Investigación Científica Arthur Posnansky (FICAP) de la Ciudad de La Paz, Bolivia.
- Biblioteca y Archivo del Museo Nacional de Etnografía y Folklore (MUSEF) de la ciudad de La Paz, Bolivia (11.000 unidades documentales en diferentes soportes)